# Liga Profesional de Béisbol de Curazao
La Liga Profesional de Béisbol de Curazao (en inglés: Curaçao Professional Baseball League (CPB)) es la liga profesional de béisbol de Curazao inaugurada en 2023 para reemplazar a la AA League como la liga de béisbol más importante del país. Es considerada de categoría Triple A, al igual que la Honkbal Hoofdklasse holandesa, siendo las mejores ligas del Reino de los Países Bajos.

## Historia
La temporada inaugural se jugó del 3 al 10 de diciembre de 2023 y la liga es organizada por la Federación de Béisbol de Curazao (FEBEKO). Los partidos se jugaron en el Tio Daou Ballpark en Willemstad y contó con la participación de 3 equipos.
El campeón logra la clasificación a la Serie del Caribe, además de la clasificación a la Serie Intercontinental.

## Equipos participantes
| Equipo             | Fundación |
| ------------------ | --------- |
| Curaçao Suns       | 2023      |
| Curacao Goats      | 2023      |
| Willemstad Cannons | 2023      |

## Campeones
- 2023 - Curaçao Suns
- 2024 - Curaçao Goats